# Palermói kikötő
A Palermói kikötő, a Földközi-tenger egyik legnagyobb kikötője. Itt van a székhelye a Nyugat-Szicíliai kikötők igazgatóságának, ahová Porto Empedocle, Termini Imerese és Trapani kikötője tartozik.  A kikötőben jelenleg a Fincantieri vállalat üzemeltetésében működő hajógyár is működik 2 szárazdokkal. 

## Történelem

### Eredet
Palermo későbbi létezésének az alapja volt, hogy a La Cala nevű öbölben volt a város kikötője. Ez alapozta meg a város későbbi gazdasági fejlődését. Először a föníciaiak jelentek meg, majd a görögök akik Panormos "teljes kikötő" néven nevezték a helyet, ebből alakult ki a város mai neve. A kikötő kereskedelmi központja lett a karthágóiaknak, rómaiaknak és az arab megszállás alatt az araboknak.

### Múlt
A mostani kikötő építése 1567-ben kezdődött, amikor Garcia de Toledo szicíliai alkirály felismerte, hogy a La Cala kikötő már nem tudja biztosítani a város gazdasági fejlődést és gátolja a város növekedését. Felmerült hogy a La Calától délre levő Foro Italico legyen a város új kikötője, ám végül a La Calától északra levő területre esett a választás. A 19. században a Palermói főpályaudvarról a vasút, iparvágányként ágazott ki a kikötőbe. Ez a várost megkerülve föld alatt ment, a Nortarbartolo állomás ekkor épült.

## Főbb útvonalak
Palermo kikötőjéből Genova, Nápoly, Livorno, Civitavecchia , Cagliari , Salerno, Eolie, Ustica, Tunisz, Milazzo és Cefalú érhetők el.